# Julus ruber
Julus ruber är en mångfotingart som beskrevs av Lignau 1903. Julus ruber ingår i släktet Julus och familjen kejsardubbelfotingar. Inga underarter finns listade i Catalogue of Life.